# Бурвег
Бурвег (њем. Burweg) општина је у њемачкој савезној држави Доња Саксонија. Једно је од 40 општинских средишта округа Штаде. Према процјени из 2010. у општини је живјело 1.012 становника. Посједује регионалну шифру (AGS) 3359009.

## Географски и демографски подаци
Бурвег се налази у савезној држави Доња Саксонија у округу Штаде. Општина се налази на надморској висини од 4 метра. Површина општине износи 16,2 km². У самом мјесту је, према процјени из 2010. године, живјело 1.012 становника. Просјечна густина становништва износи 62 становника/km².

## Међународна сарадња
| Мјесто | Држава    | Врста сарадње | Од    |
| ------ | --------- | ------------- | ----- |
|        | Француска | партнерство   | 1990. |
| Извор  |           |               |       |